# Dysphania remota
Dysphania remota är en fjärilsart som beskrevs av Walker 1864. Dysphania remota ingår i släktet Dysphania och familjen mätare. Inga underarter finns listade i Catalogue of Life.